# 34141 Antonwu
34141 Antonwu este o planetă minoră (asteroid), cu un diametru de 4,077 km, din centura de asteroizi. A fost descoperită pe 24 august 2000 la Experimental Test Site⁠(d) de Lincoln Near-Earth Asteroid Research. 
Obiectul prezintă o orbită caracterizată de o semiaxă mare de 2,9063138 UAi, o excentricitate de 0,05, o înclinație de 1,11961 ° în raport cu ecliptica.